# František Brož
František Brož (* 14. Juli 1929 in Pilsen; † 1. Januar 2018 in Prag) war ein tschechoslowakischer Sprinter.
Bei den Olympischen Spielen 1952 in Helsinki wurde er Sechster in der 4-mal-100-Meter-Staffel. Über 100 und 200 Meter schied er im Vorlauf aus.
1954 wurde er bei den Europameisterschaften in Bern Vierter in der 4-mal-100-Meter-Staffel.
1952 wurde er Tschechoslowakischer Meister über 200 Meter.

## Persönliche Bestzeiten
- 100 m: 10,5 s, 24. Mai 1953, Prag
- 200 m: 21,6 s, 5. Oktober 1954, Čáslav